# アスラン・アバシゼ

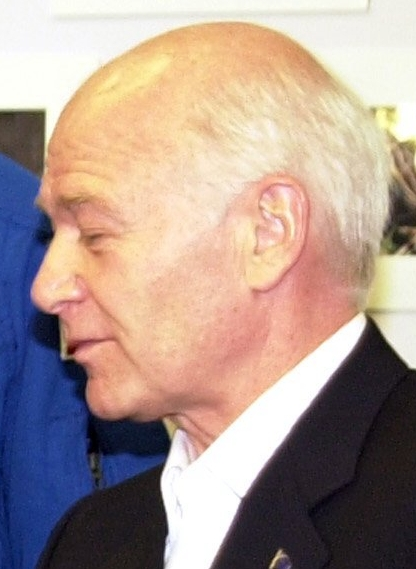
アスラン・アバシゼ

アスラン・イブライミス・ゼ・アバシゼ （ასლან იბრაიმის ძე აბაშიძე、グルジア語ラテン翻字: Aslan Ibraimis dze Abashidze、1938年7月20日 – ）は、ジョージア、アジャリア自治共和国の政治家。バトゥミ出身。名士であるアバシゼ一族の直系子孫。
1962年、バトゥミ国立大学歴史・哲学部、1984年、トビリシ国立大学経済学部を卒業。教師として働き、コムソモールの仕事に入り、職業専門学校を率い、バトゥミ市執行委員会副議長となった。
1984年から1986年にアジャリア自治共和国公共サービス相、後にグルジア公共サービス第一次官を務めた。1991年からアジャリア自治共和国最高会議議長。1998年には自治共和国最高会議議長兼元首。1991年に全グルジア再生同盟党を設立。グルジア議会で第2党の議席を獲得した。
2004年1月4日のグルジア大統領選挙の際には非常事態宣言を発令し、暫定政権に反対するなどの動きを見せた。3月28日、議会選挙でミヘイル・サアカシュヴィリを首班とする国民運動が圧勝したがアバシゼは選挙結果を認めず、グルジアとの交通路を封鎖するなどの措置を取り、中央政府との関係は一触即発の状態となった。5月5日、ロシアのセルゲイ・イワノフ国防相がアバシゼと会見し、辞任を勧告した。これにより議長は同日中に辞任しロシアに出国した。
アジャリアの国旗、国章、国歌の作者。